# 山形城
山形城（やまがたじょう）は、山形県山形市霞城町にあった日本の城。別名は霞城（かじょう）、霞ヶ城（かすみがじょう）と呼ばれる。また、吉字城とも呼ばれた。国の史跡に指定され、日本100名城に選定されている。

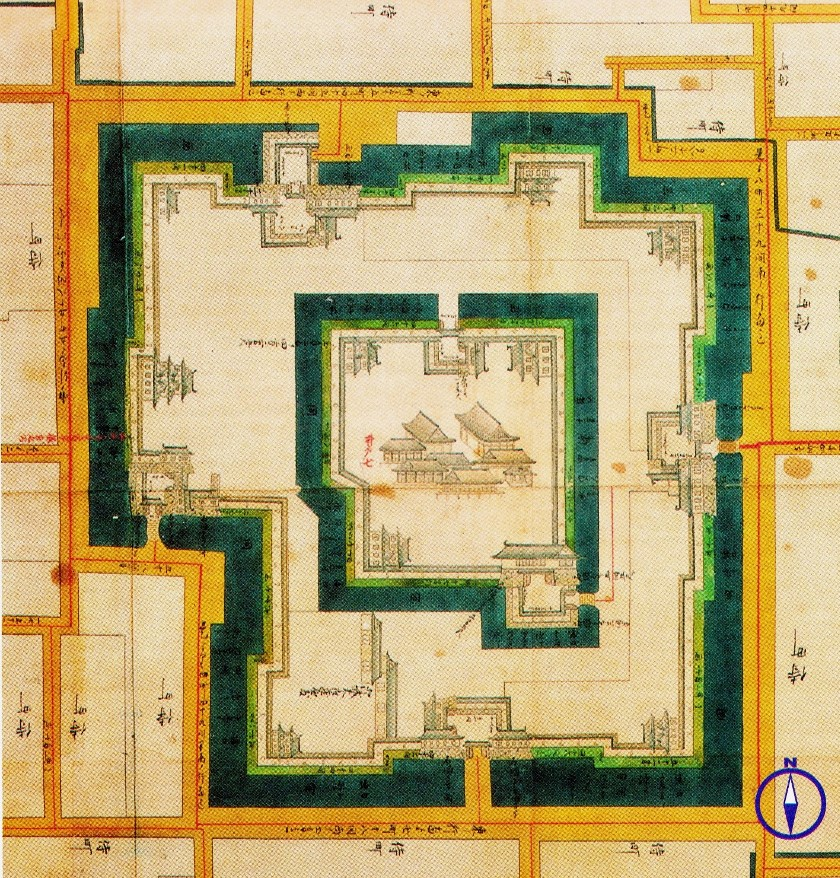
山形城　古絵図

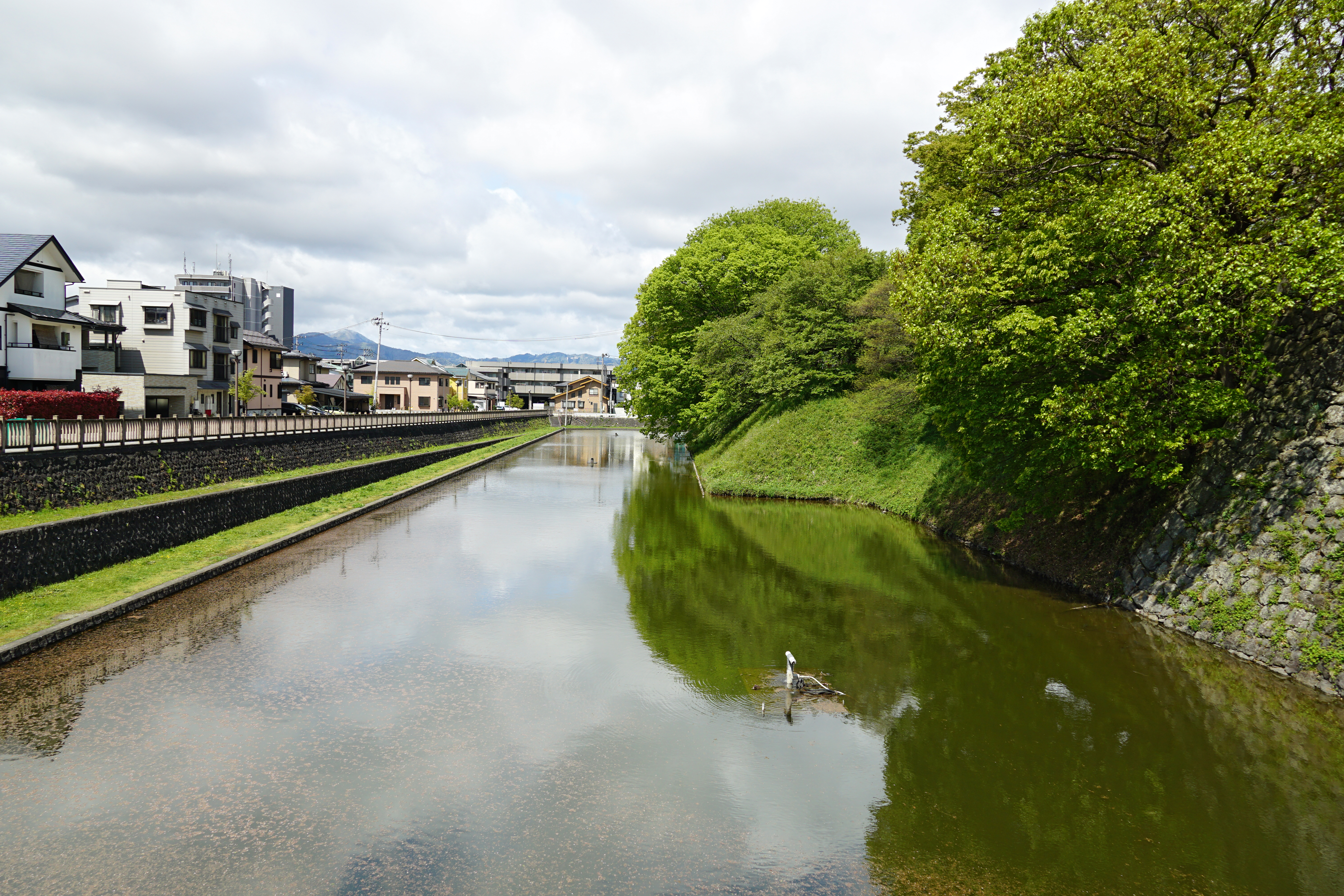
外堀の風景

## 概要
おおよその城郭構造の基礎は、最上義光の時代につくられ、鳥居忠政の時代に現在の形に整えられたものである。江戸時代には山形藩の政庁が置かれた。現在は、武家屋敷群のあった三の丸が市街地化しているが、本丸、二の丸跡が霞城公園として残されている。霞城公園はかつて運動公園として整備されたため公園内には運動施設が幾つか残っている。現在、整備方針が変わり史跡公園とすることを目標にしているので残っている施設も将来的に移転される予定である。
建造物では、大手南門が、市内の万松寺山門として移築され現存する。また、市内八日町宝光院の本堂は、御殿の建物を移築したものである（県指定文化財）。
山形市は、2033年をめどに本丸全体の発掘調査を完了させるとともに、本丸枡形門の木造復元を完了することを計画している。令和5年（2023年）現在、本丸御殿、本丸一文字門櫓等の木造復元計画がある。本丸は一文字門及び本丸御殿等の古写真・図面などの史料が発見されていないことにより、大型建築物の木造復元のめどは立っていないが、本丸大手門の高麗門及び土塀は時代考証に基づき木造復元が行われている。平成25年（2013年）の発掘調査は本丸西側濠の遺構が中心となり、本丸濠南西部に関しては本丸土塁構築が出来る状態となっている。同年の発掘調査では三の丸跡から奈良・平安時代のものである竪穴建物跡6棟が発見され、城下町は古代から存在した集落を基盤として形成された。

## 歴史・沿革

### 前史
山形城が立地するのは山形盆地南側、馬見ヶ崎川扇状地の中央やや北寄りに位置する。羽州街道と笹谷峠の合流点に当たり、鎌倉時代までは最上郡の中心として栄えた。, 

### 最上氏による築城
南朝：正平11年/北朝：延文元年（1356年）に斯波兼頼が羽州探題として山形に入部し、南朝：正平12年/北朝：延文2年（1357年）初期の山形城が築城される。以後、出羽斯波氏は最上氏を名乗り、最上氏本宗家の居城となった。最上義光が、慶長年間に城郭を拡大し三の丸を構築、家臣団の屋敷が置かれた。さらに城下町を整備し、慶長出羽合戦で得た出羽57万石の本城となる。

### 江戸時代
元和8年（1622年）に最上氏が改易された後、鳥居忠政により改修がなされた。鳥居氏以後もたびたび藩主家の変更があったが、格式・規模が次第に低下したため、江戸中期以降は城の維持が困難になった。幕末には御殿は二の丸に置かれ、本丸は更地で、三の丸の西半分は田畑になっていた。

### 歴代城主
山形藩、最上氏も参照。
- 最上氏 (1356 - 1622)

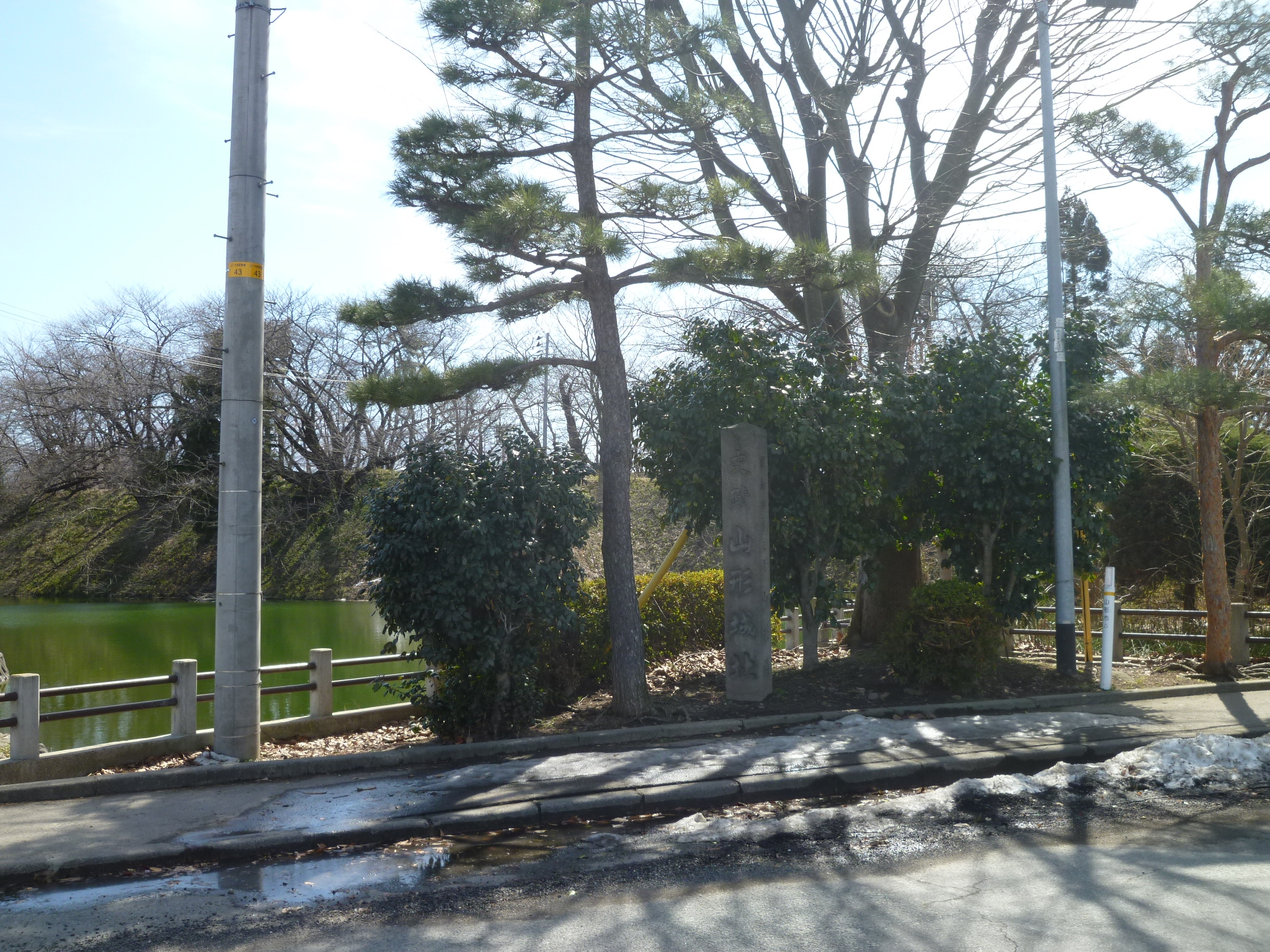
霞城公園北門にある史蹟山形城址碑

  - （近世以前は省略） 最上義光　最上家親　最上義俊
- 鳥居氏 (1622 - 1636）
  - 鳥居忠政　鳥居忠恒
- 保科氏 (1636 - 1643)
  - 保科正之
- 結城松平家 (1644 - 1648)
  - 松平直基
- 奥平松平家 (1648 - 1668)
  - 松平忠弘
- 奥平氏 (1668 - 1685)
  - 奥平昌能
- 堀田氏 (1685 - 1686)
  - 堀田正仲
- 結城松平家(1686 - 1692)
  - 松平直矩
- 奥平松平家 (1692 - 1700)
  - 松平忠弘　松平忠雅
- 堀田氏 (1700 - 1746)
  - 堀田正虎　堀田正春　堀田正亮
- 大給松平家 (1746 - 1764)
  - 松平乗佑
- 天領 (1764 - 1767)
- 秋元氏 (1767 - 1845)
  - 秋元凉朝　秋元永朝　秋元久朝　秋元志朝
- 水野氏 (1845 - 1870)
  - 水野忠精　水野忠弘

### 近代
明治3年（1870年）に山形藩が転封となったとき、長く使われずにいた城郭は大破し、外壁・矢倉も風雪に耐えかねる状態であった。
城が売りに出されると、山形市が購入し、陸軍の駐屯地を誘致した。歩兵三十二連隊の兵営敷地となり、城内の櫓や御殿は破却され、本丸は埋め立てられた。三の丸の堀も埋め立てられ耕作地として利用された。
日露戦争凱旋を記念して歩兵三十二連隊の帰還将兵が、明治39年に周囲にソメイヨシノを植林。以降桜の名所となった。

### 現代
- 戦後、二の丸の内側は霞城公園になり、二の丸の外側は市街地化が進み、三の丸の濠も埋め立てられた。
- 昭和61年（1986年） 国の史跡に指定され[7]、江戸末期の資料に基づいて、東大手門や本丸の復元が行われる。
- 平成3年（1991年） 二の丸東大手門が修復及び復元される。この門の規模は江戸城の城門に匹敵する。
- 平成18年（2006年） 本丸の正門に当たる一文字門に架かる大手橋が復元される。
- 平成18年（2006年）4月6日、日本100名城（10番）に選定される。
- 平成25年（2013年） 本丸大手門枡形内の高麗門及び土塀が復元され翌年8月から公開が始まった[8][9]。

## 構造

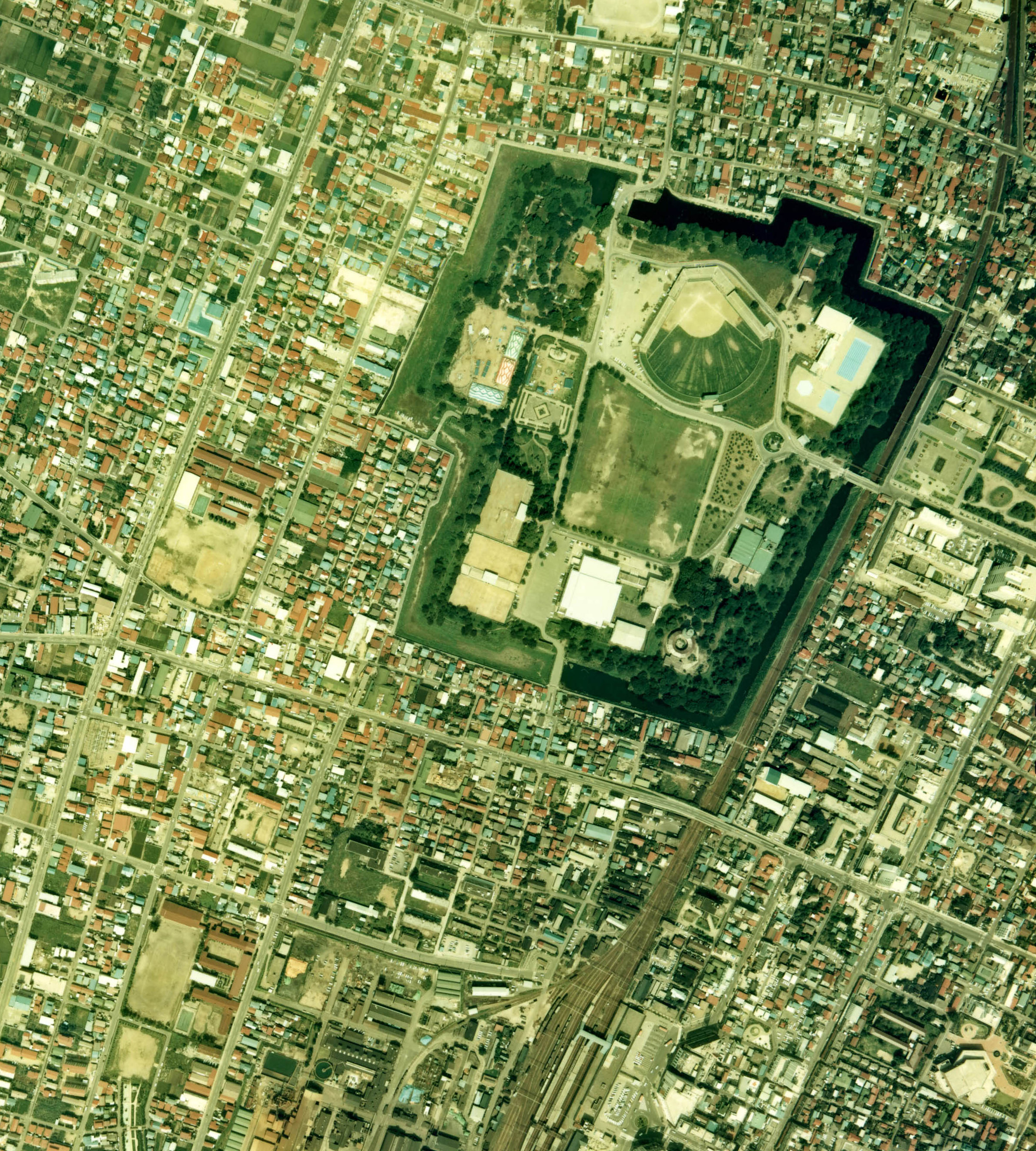
運動公園だった頃の霞城公園
（1976年撮影・国土航空写真）

### 規模
三の丸の内側の面積は235haもあり、日本国内では5番目の広さで奥羽地方では最大の城であった。しかし江戸時代初期の最上氏時代に57万石あった石高も度重なる藩主交代に伴って石高が削減され、山形藩にとっては、維持することすら困難な状態になった。秋元氏時代（明和4年（1767年））には二ノ丸東大手門の門中央の破損が著しいことから、修理した際に多門櫓が渡る櫓門であったものを、傷みの著しい中央部分のみを修理したため平櫓2基の間に渡すような姿となっていた。幕末期の水野氏5万石時代には城はかなり荒廃していたようである。
- 山形城外郭：235ha
  - 山形城内郭（霞城公園）：36ha
- 姫路城外曲輪：233ha
  - 姫路城内曲輪：23ha
- 江戸城（内郭）：230ha
- 大阪城公園：106ha

### 城郭
山形城は、本丸、二の丸、三の丸が、同心円状に配置された輪郭式平城である。二の丸には5つ、三の丸には11の出入り門が作られた。中世の居館を拡張して城郭とし、本丸は御殿のみで天守は造られなかったが二ノ丸に代用の三重櫓が建てられていた。ただこの三重櫓は元禄期（1688～1704）までに取り壊されている。二の丸は一辺500メートルほどの方形、三の丸は1.5キロメートルから2キロメートルほどの楕円形であった。城の大きさとしては当時の名古屋城に次ぐ広さを誇っていた。本丸には御殿、二の丸には藩の政庁と御三階櫓が、三の丸には534人の上級、中級の最上家家臣の屋敷、城外には1,326人の家臣の屋敷と寺院が町方を取り囲むように置かれた。　　　　　　　　　　　　　　　　　　　　　　　　　　　　　　　　　　　　　　　　　　　　　　　　　　　　
霞城公園を取り囲む水堀は、二の丸の濠であり、良く保存されている。三の丸の水堀は江戸期の終わりごろには埋没し、湿地化していたところが多かった。多くは現在、住宅地などの地下に埋没しているが、発掘調査の結果、良く保存されていることが確かめられた。

#### 本丸
- 建物・郭：御殿、石垣、濠

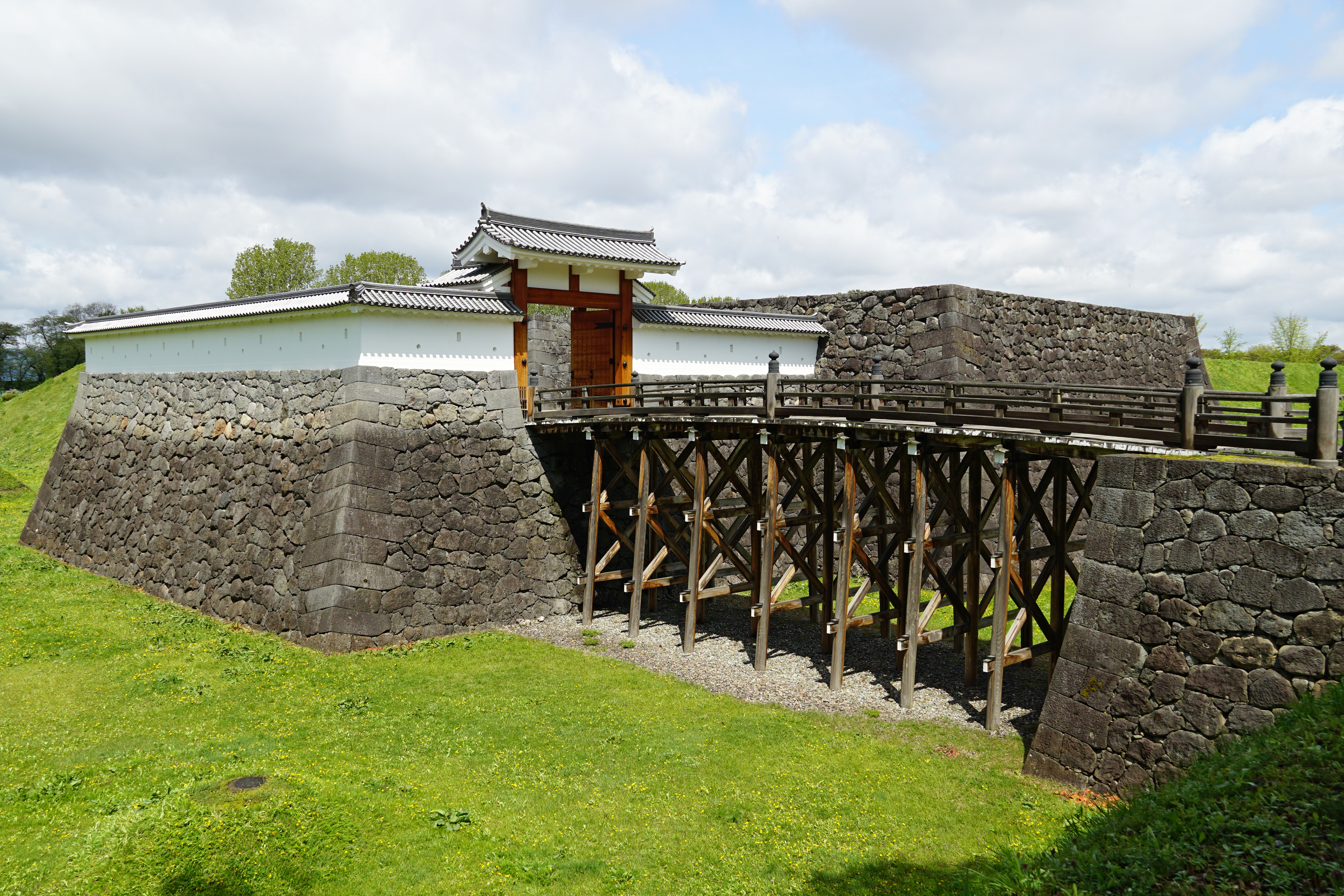
本丸　一文字門

- 広さ：東西約150m、南北約160m、約7千坪
- 出入り門：一文字門、北不明門
- 二重櫓3基

#### 二の丸
- 建物・郭：濠と石垣、土塁

二の丸　東大手門　内側

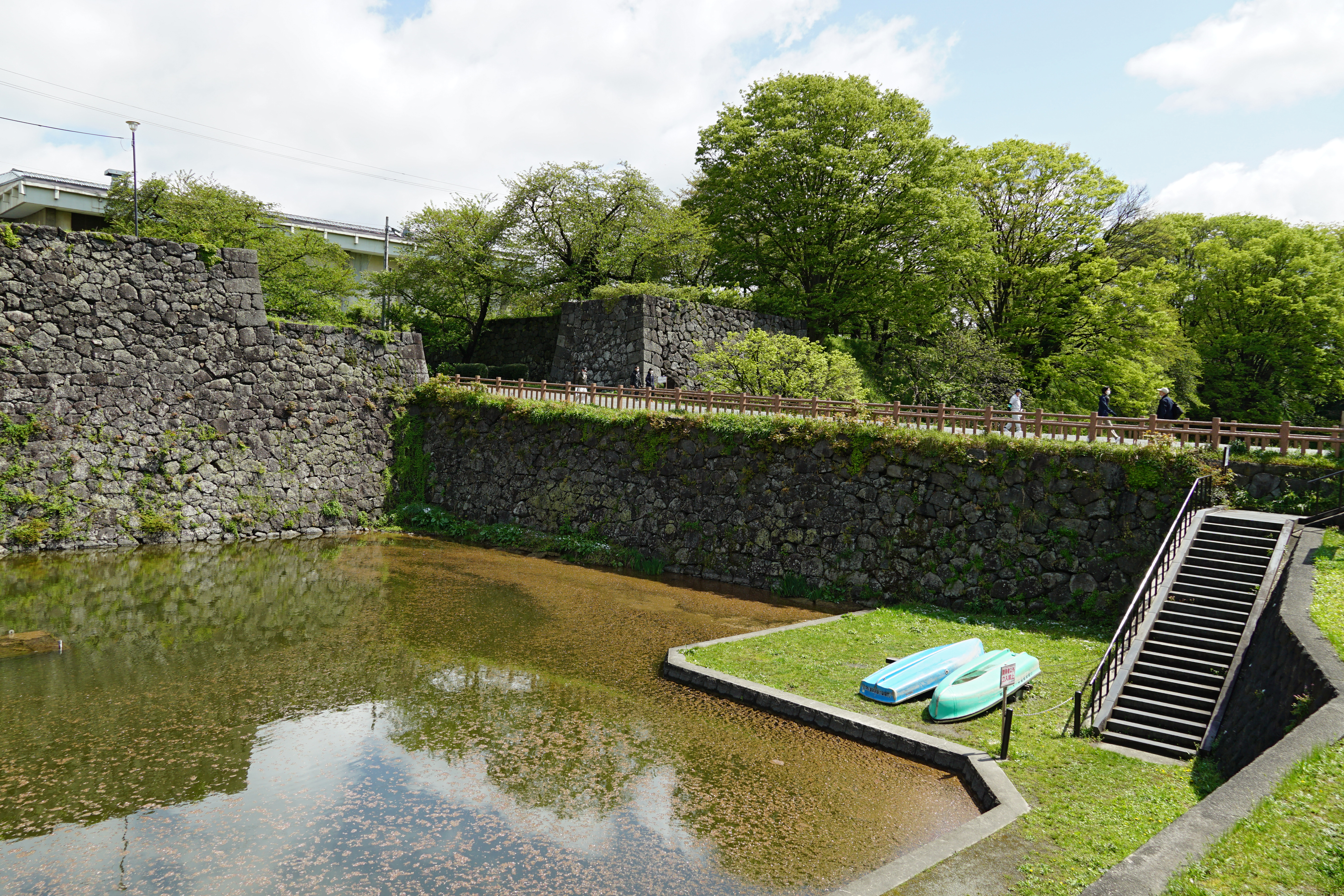
二の丸　南大手門跡

- 広さ：東西約396m、南北約427m、約51800坪
- 出入り門：5[10]
- 東大手門一ノ門（多聞櫓門）、東大手門二ノ門（高麗門）、南大手門、北不明門、西不明門
- 三重櫓1基　二重櫓5基

#### 三の丸
- 建物・郭：濠と土塁は、明治維新以降破却。現在では十日町歌懸稲荷神社境内などにごく一部のみ残っている。
- 広さ：東西約1580m、約南北2090m、約235万m2
- 出入り門：11
  - 小橋口、かすがい口、七日町口、横町口、十日町口
  - 吹張口、稲荷口、飯塚口、小田口、下条口、肴町口

## 城周辺

### 城下
最上氏の城郭建設当時、城の北側には、すぐに馬見ヶ崎川が流れ、濠の水源と総構えの一部した。馬見ヶ崎川は、後の鳥居氏の時代に、現在の流れに、流路を変更されている。
城下町では、三の丸の外周に沿って商家が集まり、城下各地に職人町が作られた。城の東方に寺町が築かれ防衛線の一つとされた。街道は城を中心に放射状に伸びていたが、町の路地は、城下町でよく見られるような、曲がり道や丁字路の多い複雑なものだった。
- 町方の軒数、人口
  - 元禄10年（1697年）屋敷2,319軒、人口13,643人
  - 延享2年（1745年）屋敷2,737軒、人口22,586人

- 定期市が立つ町。
  - 二日町、三日町、四日町、五日町、六日町、七日町、八日町、十日町
- 職人町は、城下の東側に置かれた。
  - 材木町、銀町、塗師町、蝋燭町、桶町、檜物町
- 火を扱うものの職人は、馬見ヶ崎川の対岸に置かれた。
  - 鍛冶町、銅町
- その他
  - 旅篭町、小荷駄町、鉄砲町、肴町、小姓町、寺町
- 街道
  - 羽州街道
  - 笹谷街道
  - 寒河江街道
  - 狐越街道

### 支城一覧
最上義光の時代になると、最上氏は「最上四十八楯（館）」と称される支城を持っていたとされる。しかしその実態はよく分かっておらず、最大版図の頃には48を超える支城を持っていると考えられる。

#### 村山郡
山形市
- 南楯

山形城南側に立地し、羽州街道と小滝街道が分岐する交通の要衝に位置する。寒河江肥前が起居した平城。南北50ｍ、東西70ｍ。現在は神明神社境内や住宅地となっている。
- 荒楯

山形城南側に立地し南楯の東2ｋｍに位置した。現況は荒楯稲荷神社、住宅、農地となっており遺構は残っていない。荒楯の地名が残る。
- 若宮楯

南楯のすぐ南に位置し、須川の河岸を防備したとみられる。東西110ｍ、南北70ｍの堀が巡らされていた。現在は大型商業施設になっている。
- 村木沢楯（山形市村木沢）

山形城西方白鷹丘陵の東麓の独立丘陵にある。慶長出羽合戦で戦死者の首を洗ったという井戸がある。
- 台の上楯

白鷹丘陵の東山麓の平城。北には若木城、南に村木沢楯がある。
- 若木楯（山形市下若木）

山形城からほぼ真西の白鷹丘陵東麓に位置する。山野辺城の南に位置し、当城の南には狐越街道が走る要衝である。天正最上の乱において最上義守側に属し、義光に攻められる。
- 門田楯（山形市門田）

山形城西方白鷹丘陵の残丘上に位置し、すぐ横を狐越街道が走る。
- 長谷堂城

山形城の最も有力な支城の一つ。関ヶ原の戦いに伴い発生した慶長出羽合戦において、怒涛のごとく攻め寄せる上杉勢によって最上家の城の多くはことごとく落城または放棄されたが、その攻撃をしのいだ数少ない城の一つである。この「長谷堂城の戦い」は慶長出羽合戦の中で最大の激戦であり、当時の守将は志村光安であった。
- 谷柏楯

長谷堂城の南西に位置する。
- 成沢城（鳴沢城）

山形城の南方を守る重要な支城の一つ。最上氏の祖、斯波兼頼の孫、兼義（かねよし）が築城し城主となり、後に成沢氏を称した。天正6年（1578年）の最上義光と上山満兼との松原柏木山の合戦の際には山形城の南の守りとなった。最上氏改易とともに破却され、本丸跡地は八幡神社及び城址公園となっている。
- 泉出城

山形市南部、須川に流入する鳴沢川の合流点付近に位置する。斯波兼頼の子直家の六男兼義が入封したと伝わる。山城である成沢城の前身と考えられる。
- 飯田楯

成沢城の北1.5ｋｍに位置する。慶長出羽合戦では城主飯田播磨守が畑谷城救援に赴き戦死した。
- 飯塚楯（山形市飯塚）

山形城の西に位置する200ｍ四方の平城。
- 椹沢楯（山形市椹沢）

飯塚楯の北方に位置する楯。須川と須川に注ぎ込む川を堀として利用していた。
- 落合楯（山形市千歳２丁目沖の原）

山形城北方馬見ヶ崎川右岸に位置する。
- 中野城

山形城の北西方を守る重要な支城の一つ。六十里越街道と須川の交差する要衝であった。中野氏初代は最上宗家3代最上満直の子満基であり、代々中野城に居住した。最上氏が伊達氏の傀儡となった後に最上宗家を継ぎ、天文の乱に乗じて最上氏を中興した最上義守は中野氏の出自である。最上家改易とともに破却され、現在は小学校及び住宅街となっている。
- 渋江楯

中野城の北方にあり、須川にそそぐ白川右岸に設置された。
- 風間楯

山形城東側の丘陵突端に位置し、二口峠と山寺街道が分岐する地点を扼した。
- 中里楯

山形城の北東、二口街道に面している。東側に位置する城としては規模が大きい。
- 楯山楯、柏倉館山楯、柏倉楯

天童市
- 天童城

天童市中心部の南にある独立丘陵（舞鶴山）のほぼ全体を利用した山城。南北朝時代に南朝北畠氏の居城だったとされるが、最上氏の圧力により零落する。その後、成生荘（天童市成生）に本拠を構えていた里見氏が最上氏から養子を受け天童城に入り天童氏を称する。戦国時代に入ると最上氏と同盟関係を結びながらも半ば独立した勢力となり最上八楯を形成する。しかし、最上義光に攻め落とされ廃城となった。現在舞鶴山公園となっている。
- 蔵増城

天童城の西方4ｋｍに位置し最上川との中継地点に当たる。倉津氏が治めたが、最上義光に従って恩賞を得、最上小国へ移った。規模は東西100間（約200ｍ）南北120間（約235ｍ）。
- 寺津城

最上川と須川の合流地点に位置し、自然地形を利用した城。
- 高擶城

中野城と天童城の中間に位置し、最上氏初期における北の重要拠点であった。
- 成生楯

天童城より北西へ4ｋｍに位置し、鎌倉時代里見氏が成生荘を統治するために築城した。里見氏が天童城に移り天童氏を名乗るようになると、配下が入った。
- 石倉楯、中堀楯、下山口楯、浅岡楯、中島楯、山崎山楯、新城山楯、高木楯、

山辺町
- 山辺城

山形城の西方を守る重要な支城の一つ。出羽丘陵から山形盆地に突き出た舌端上にあり、14世紀には城を中心に栄えていたことがうかがわれる。慶長出羽合戦では上杉軍によって落城したが、関ヶ原の戦い後、最上義光は四男の山野辺義忠を配して治めさせた。その後の最上家改易とともに城は破却された。跡地は現在小学校脇の駐車場(旧役場跡地)となっている。
- 畑谷城

置賜郡と村山郡の境にある山城。関ヶ原の戦いに伴い発生した出羽合戦の中の激戦の一つ、畑谷合戦の舞台。当時の守将、江口光清は最上義光の城を放棄する旨の命令を拒否し篭城。寡兵よく2日も上杉勢を足止めしたものの支えきれず落城。江口光清は自刃した。
- 高楯城

宝徳年間武田信安が築いたといい、後に最上氏の縁戚の高楯遠江守正福が城主となった。
- 蟹沢楯、荒谷楯、楯山楯、梁沢楯、西光山楯、新楯

中山町
- 長崎楯

長崎中山氏の居城で寒河江街道を経て六十里越へ至る最上川右岸に位置する。
- 谷木沢楯

長崎楯の支城。長崎楯西方の山城である。
上山市
- 上山城（月岡城）

天文4年、上山義忠により築城されたというが、当時の縄張りや曲輪については不明。
- 高楯城

南北朝時代、上山満長によって築城された。上山市の南西2.3ｋｍ虚空蔵山に築造されている。慶長出羽合戦では里見氏が上杉氏の猛攻に耐えた。
- 楢下城

当初伊達氏高畠城の支城であったが、後に最上氏の支配となった。
- 細谷楯、陣山楯、廻楯、立山楯

朝日町
- 八ツ沼城（五百川城）

最上川左岸楯山の丘陵を利用して構築した山城。荒砥街道の大瀬口、大蕨口、左沢口、朝日軍道の交通監視施設として機能した。天正12年（1584年）最上氏の侵攻により落城後は最上氏の配下に入り、慶長出羽合戦でも上杉軍の攻撃で落とされた。
- 鳥屋ヵ森城

八ツ沼城の最上川対岸に位置する山城。貴志（岸）美作守の城であったが、永禄8年最上氏の攻撃により落城し、慶長出羽合戦でも上杉軍の攻撃で落とされた。
- 真木山城

大江町
- 左沢楯山城

最上川が村山地方に注ぐ出口にあたる高所に位置し、置賜と村山を結ぶ五百川渓谷を押さえる要衝であった。南北朝時代に寒河江氏によって築城されたが、寒河江氏が最上氏に攻められ滅亡すると最上氏の支配下となった。慶長出羽合戦では上杉軍の攻撃で落とされた。
寒河江市
- 寒河江城

山形盆地と庄内平野を結ぶ六十里越街道の起点にある平城。鎌倉時代に大江親広が館を建てたのに始まるとされる。その後、後裔である寒河江氏が居城とし、南北朝時代末に本丸を、戦国時代に入ると二の丸・三の丸を築造した。最上義光により寒河江氏が滅ぶと最上義康が入り、義康が落命すると最上家親が入った。家親が義光の後継として山形城に移ると寒河江肥前守が城主となるが、義光の死後、殉死している。最上氏改易とともに破却。跡地に陣屋が置かれた。
- 白岩城

六十里越街道と寒河江川扇状地の開口部にあたり重要な拠点であった。
河北町
- 谷地城

戦国期に中条氏が築城したとされる。その後、中条氏が断絶し北方に割拠していた白鳥長久が進出する。白鳥長久は現在の山形県河北町の中心部とほぼ同じ領域を有する城に改修した。白鳥長久は織田信長と誼を通じるなどし、警戒した最上義光によって暗殺され、谷地城も程なく最上氏の支配下となった。慶長出羽合戦では上杉軍の下秀久に占拠されるが、上杉軍本隊撤退後取り残された下秀久は7日間の籠城の末降伏し、最上氏蔵入り地として城代が入った。最上氏改易とともに破却。
- 溝延城

最上川と寒河江川の合流地点に構築された平城で三の丸まで構成される。
- 伊達城

東根市
- 小田島城（東根城）

乱川扇状地の北東部、白水川・日塔川の右岸、河岸段丘上に位置する平台城。本丸の規模は東西最大110ｍ、南北47ｍ。二の丸は東西140ｍ、南北240ｍ。三の丸は東西190ｍ、南北300ｍである。里見民部が居城とした。現状は小学校、公園、宅地、酒蔵など。
- 大森城

単独峰大森山にある。
- 長瀞城
- 関山休石楯、沼沢要害楯、楯畑楯、野川楯

村山市
- 楯岡城

鎌倉時代初期に築かれた城といわれ、室町期に最上氏が入城した（以後、楯岡氏と名乗る）。比高はあまりないものの、周囲が急峻な崖となっている場所が多いため、羽前街道の要衝を守る堅固な山城として最上氏が改易される江戸時代初期まで機能した。戦国時代末期に最上一族の勇将として活躍した楯岡満茂（後に由利本荘に移封された後には一時赤尾津氏、最終的には本荘氏を名乗る）の居城であった。
- 大久保城

尾花沢市
- 延沢城

尾花沢盆地のひときわ高い霧山に位置する。山頂に主要部を配し、西麓の狭い谷に城下集落を配置した。天文16年（1547年）野辺沢満重が築城し、満延、光昌と続いた。天童氏に臣従ののち最上氏に属し、最上氏の改易とともに廃城となった。

#### 最上郡
- 鮭延城

戦国時代、元々秋田雄勝地方の小野寺氏が領有していた城。小野寺氏を頼ってきた近江源氏佐々木氏の家系とされる鮭延氏が最上氏との争いの最前線となるこの城に居城した。鮭延氏は後に最上氏に臣従し最上氏の重臣として活躍することになった。しかし、後の最上氏改易とともに城を明け渡し、常陸国から入封した戸沢政盛が新庄城を築城するまで居城した。
- 清水城

戦国時代、庄内地方の武藤氏、秋田雄勝地方の小野寺氏などと最上郡の領有を争う最上氏の、最上郡における本拠地であった。しかし、最後の城主、最上（清水）義親は父最上義光の死後、最上氏を継いだ最上家親との対立の結果滅ぼされ、後に廃城となった。

## 別名・その他
- 山形城は、その別名を霞城（かじょう）と呼ばれる。関ヶ原の戦いに関連して、米沢城主直江兼続率いる上杉軍が山形に侵攻し、長谷堂合戦が起こった。その際、現山形市街地の西にある富神山の麓の菅沢に陣を構えた上杉勢からは霞がかかってその位置を隠したことに由来する。

## 現地情報
城跡は霞城公園として整備され、山形県立博物館、山形市郷土館（旧済生館病院本館）、県体育館、野球場などの文化・スポーツ施設がある。また、桜の名所でもある。
現在、博物館、郷土館、野球場など、二の丸内の施設を移転させて公園を再整備する計画が令和15年（2033年）完了を目標に進行中である。現在野球場のために埋められている本丸の堀・土塁を復元、本丸御殿もその全貌が分かるよう平面表示を行う計画がある。
所在地
- 山形県山形市霞城町3ほか

交通アクセス
- JR奥羽本線（山形線）・山形新幹線「山形」駅西口から南門まで徒歩約8分。または東口から東大手門まで徒歩約12分。

その他
- 2006年（平成18年）、日本100名城（10番）に選定され、2007年（平成19年）6月から全国規模の日本100名城スタンプラリーが開始された。